# Luzonacera lattuensis
Espèce
Luzonacera lattuensis est une espèce d'araignées aranéomorphes de la famille des Psilodercidae.

## Distribution
Cette espèce est endémique de Luçon aux Philippines. Elle se rencontre à Tuguegarao vers 111 m d'altitude dans la grotte Lattu-Lattuc Cave.

## Description
Le mâle holotype mesure 3,85 mm et la femelle paratype 3,81 mm.

## Étymologie
Son nom d'espèce, composé de lattu et du suffixe latin -ensis, « qui vit dans, qui habite », lui a été donné en référence au lieu de sa découverte,  la grotte Lattu-Lattuc Cave.

## Publication originale
- Chang, Li & Li, 2019 : Three new species of the spider genus Luzonacera Li & Li, 2017 from Philippines (Araneae, Psilodercidae). ZooKeys, no 822, p. 17-31.